# Papiernica
Papiernica – rodzaj maszyny służący do wytwarzania wstęg papieru z masy papierniczej. Papiernica składa się z kilkunastu różnych zespołów urządzeń, które wykonują kolejne fazy procesu technologicznego wytwarzania papieru: 
- kadzi masowej i urządzenia do przelewania i oczyszczania masy;
- części sitowej służącej do spilśniania włókien i odwadniania masy;
- urządzeń do wyciskania wody;
- części suszącej;
- urządzenia do ostatniej obróbki papieru.